# Sophronica benitoensis
Sophronica benitoensis là một loài bọ cánh cứng trong họ Cerambycidae.